# Brunettia albifrons
Brunettia albifrons är en tvåvingeart som beskrevs av Duckhouse 1991. Brunettia albifrons ingår i släktet Brunettia och familjen fjärilsmyggor. Inga underarter finns listade i Catalogue of Life.